# Zespół Lermoyeza
Zespół Lermoyeza – rzadka choroba ucha wewnętrznego, przez niektórych autorów traktowana jako jedna z postaci choroby Ménière’a. Charakteryzuje się napadowymi zawrotami głowy pochodzenia obwodowego, trwającymi od kilku sekund do kilku minut. W przeciwieństwie do typowych napadów menierowskich, pogorszenie słuchu pojawia się kilka godzin lub dni przed wystąpieniem zawrotów. W trakcie ataku zawrotów  głowy dochodzi do poprawy słuchu.